# Jürgen Parche
Jürgen Parche (* 12. September 1946 in Leipzig; † 18. Februar 2010 in Berlin) war ein deutscher Maler und Grafiker.

## Leben
Nach dem Abitur absolvierte Parche eine Lehre als Zimmerer und studierte anschließend Architektur in Weimar. Diese Studium brach er nach zwei Jahren ab. Von 1971 bis 1976 studierte er an der Hochschule für Grafik und Buchkunst Leipzig bei Wolfgang Mattheuer, Arno Rink und Werner Tübke. Von 1976 bis 1978 war er Meisterschüler von Bernhard Heisig, von 1978 bis 1980 Assistent an der Hochschule Halle, Burg Giebichenstein. Von 1980 bis 1990 war er als Mitglied des  Verband  Bildender Künstler der DDR freischaffend in Hintersee. Die folgenden zehn Jahre verbrachte er in Gassin nahe Saint-Tropez. Von 2000 bis 2002 lebte und arbeitete er in Grünheide (Mark), anschließend bis zu seinem Tod in Berlin.
Er hatte Einzelausstellungen und Ausstellungsbeteiligungen im In- und Ausland. Arbeiten Parches befinden sich u. a. im Kunstarchiv Beeskow, in der Kunstsammlung der Wismut GmbH Chemnitz.

## Werke (Auswahl)
- Stahlhochbauer (Öl, 1977)[1]
- Porträt Robert Will (Öl, 1986)[2]
- Im Überhaun (Radierung, 1986; Kunstsammlung der Wismut GmbH, Chemnitz)[3]
- Rudi Stupitzki, Arbeiter aus der Gießerei Maschinenbau Torgelow (1988, Öl)[4]

## Teilnahme an zentralen und wichtigen regionalen Ausstellungen in der DDR
- 1977 bis 1988: Dresden, Albertinum, VIII. bis X. Kunstausstellung der DDR
- 1978: Frankfurt/Oder, Galerie Junge Kunst („Junge Künstler der DDR ´78“)
- 1979: Leipzig, Bezirkskunstausstellung
- 1984: Neubrandenburg, Bezirkskunstausstellung
- 1985: Erfurt, Gelände der Internationalen Gartenbauausstellung („Künstler im Bündnis“)
- 1989: Berlin, Akademie-Galerie im Marstall („Bauleute und ihre Werke. Widerspiegelungen in der bildenden Kunst der DDR“)